# Йенс Леман
Йенс Леман (на немски: Jens Lehmann) е бивш немски футболист, вратар.

## Кариера
Леман е роден в Есен, Германия на 10 ноември 1969 г. Преди да отиде в Арсенал на 25 юли 2003 г., той се е състезавал за Борусия Дортмунд, Милан и Шалке 04. С екипа на Милан става шампион на Италия в сезон 1998-1999 г. Преминава към отбора на Щутгарт през юли 2008.